# Elektrownia Dolna Odra
PGE Górnictwo i Energetyka Konwencjonalna – Oddział Elektrownia Dolna Odra – elektrownia cieplna, kondensacyjna, wchodząca w skład grupy kapitałowej PGE, należąca do spółki PGE Górnictwo i Energetyka Konwencjonalna S.A., znajdująca się w Nowym Czarnowie koło Gryfina w województwie zachodniopomorskim. 
Do sierpnia 2024 była elektrownią węglową opalaną węglem kamiennym. 14 sierpnia oddano do użytku 1., a 29 października – 2. blok energetyczny oba zasilane gazem o znamionowej mocy elektrycznej brutto 683 MWe każdy, co uczyniło ją największą elektrownią gazową w kraju. Po tej modyfikacji zakład dysponuje łączną mocą osiągalną 2269 MWe (w tym 1366 MWe z bloków gazowo-parowych). Nowa jednostka otrzymała oficjalną nazwę PGE Gryfino Dolna Odra. 

## Historia
- 1965 – zlecenie studium lokalizacji elektrowni cieplnej o mocy 1752 MW (8 bloków) z możliwością dalszej rozbudowy
- 1968, 27 czerwca – zatwierdzenie przez Komitet Ekonomiczny Rady Ministrów budowy elektrowni[4]
- 1969: 
  - 30 czerwca – zatwierdzenie przez Wydział Budownictwa, Urbanistyki i Architektury Prezydium WRN w Szczecinie lokalizacji szczegółowej elektrowni na terenie o pow. 345 ha[4]
  - 26 sierpnia – zatwierdzenie przez Ministerstwo Górnictwa i Energetyki projektu wstępnego budowy elektrowni o mocy 1200 MW[4]
- 1970 – początek budowy elektrowni[4]
- 1973, 1 lipca – powołanie kierownictwa rozruchu elektrowni
- 1974:
  - 10 kwietnia – pierwsza synchronizacja z państwowym systemem elektroenergetycznym[5]
  - 29 lub 30[4] kwietnia – przekazanie do eksploatacji bloku nr 1[5]
  - 4 maja - oficjalne uruchomienie elektrowni
  - 1 września – przekazanie do eksploatacji bloku nr 2
  - 31 grudnia – zsynchronizowano blok nr 3
- 1975 – przekazanie bloków nr 3, 4 i 5
- 1976:
  - przekazanie bloków nr 6 i 7
  - zakończenie budowy rozdzielni Krajnik 400/220/110 kV
  - 1 lipca – powołanie Zespołu Elektrowni Dolna Odra w Nowym Czarnowie (w skład zespołu weszły również Elektrownia Szczecin i Elektrownia Pomorzany tworzące od 14 lutego 1966 Zespół Elektrowni Szczecin)[4]
- 1977 – przekazanie bloku nr 8 i zakończenie budowy[4]
- 2010, 24 stycznia – wybuch pyłu węglowego w elektrowni, w którym zginęła jedna osoba a trzy zostały ranne; dwa budynki uległy zniszczeniu[6].
- 2012, 11 kwietnia – wycofanie z eksploatacji bloku nr 4[7].
- 2014, 1 stycznia – wycofanie z eksploatacji bloku nr 3[7].
- 2020: 
  - 30 stycznia – zawarcie umowy z General Electric i Polimex-Mostostal na budowę dwóch bloków gazowych nr 9 i nr 10 o mocy 683 MWe każdy[8]
  - 31 grudnia – wycofanie z eksploatacji najstarszych bloków nr 1 i nr 2[9].
- 2024: 
  - 14 sierpnia – oddanie do użytku bloku gazowego nr 9[2].
  - 29 października – oddanie do użytku bloku gazowego nr 10; nadanie nowym blokom nazwy PGE Gryfino Dolna Odra[10].

Oś czasu jednostek wytwórczych Elektrowni PGE Gryfino Dolna Odra

## Dane techniczne
Elektrownia ta początkowo była konwencjonalną węglową elektrownią blokową z otwartym układem chłodzenia. Obecnie Elektrownia Dolna Odra dysponuje zarówno blokami węglowymi, stopniowo wygaszanymi, oraz dwoma nowymi blokami gazowymi:
| Nr bloku | Moc osiągalna [MWe] | Trwały ubytek mocy [MWe] | Napięcie [kV] | Data przekazania do eksploatacji | Data wycofania |
| -------- | ------------------- | ------------------------ | ------------- | -------------------------------- | -------------- |
| 1        | –                   | 222                      | 110           | 1974-04-29                       | 2020-12-31     |
| 2        | –                   | 232                      | 220           | 1974-09-01                       | 2020-12-31     |
| 3        | –                   | 185                      | 220           | 1975                             | 2014-01-01     |
| 4        | –                   | 205                      | 220           | 1975                             | 2012-04-11     |
| 5        | 222                 | –                        | 220           | 1975                             | –              |
| 6        | 222                 | –                        | 400           | 1976                             | –              |
| 7        | 227                 | –                        | 400           | 1976                             | –              |
| 8        | 232                 | –                        | 400           | 1977-05-14                       | –              |
| 9        | 683                 | –                        | b/d           | 2024-08-14                       | –              |
| 10       | 683                 | –                        | b/d           | 2024-10-29                       | –              |
| Razem    | 2269                | 844                      | –             | –                                | –              |

Elektrownia jest podstawowym źródłem energii elektrycznej w województwie zachodniopomorskim oraz zasilania w ciepło miasta Gryfino.

## Nowe bloki gazowo-parowe
30 stycznia 2020 roku podpisano kontrakt na budowę dwóch bloków gazowo-parowych (nr 9 i 10) o znamionowej mocy elektrycznej brutto 683 MWe każdy. Generalnym wykonawcą zostało konsorcjum GE Vernova (lider konsorcjum) i Polimex Mostostal. 
Każdy z bloków jest oparty na układzie jednowałowego rozwiązania tzw. bloku gazowo-parowego, pracującego w cyklu kombinowanym (ang. CCGT – Combined Cycle Gas Turbine) i składającego się z: turbiny gazowej, generatora elektrycznego, kotła odzysknicowego, turbiny parowej kondensacyjnej. Zainstalowane turbiny generatora mogą być w stosunkowo prosty sposób dostosowane do spalana gazu z istotną domieszką wodoru. Umożliwi to dalszą redukcję wskaźnika emisyjności CO2. 
Przekazanie do eksploatacji bloku nr 9 nastąpiło 14 sierpnia 2024 r. Na 30 września 2024 zaplanowano przekazanie do eksploatacji bloku nr 10, ostatecznie całość oddano do użytku 29 października 2024.
Na potrzeby elektrowni gazowej wybudowano gazociąg przyłączeniowy Przywodzie – Dolna Odra o średnicy 700 mm i długości 63 km.